# مدل‌سازی آشفتگی

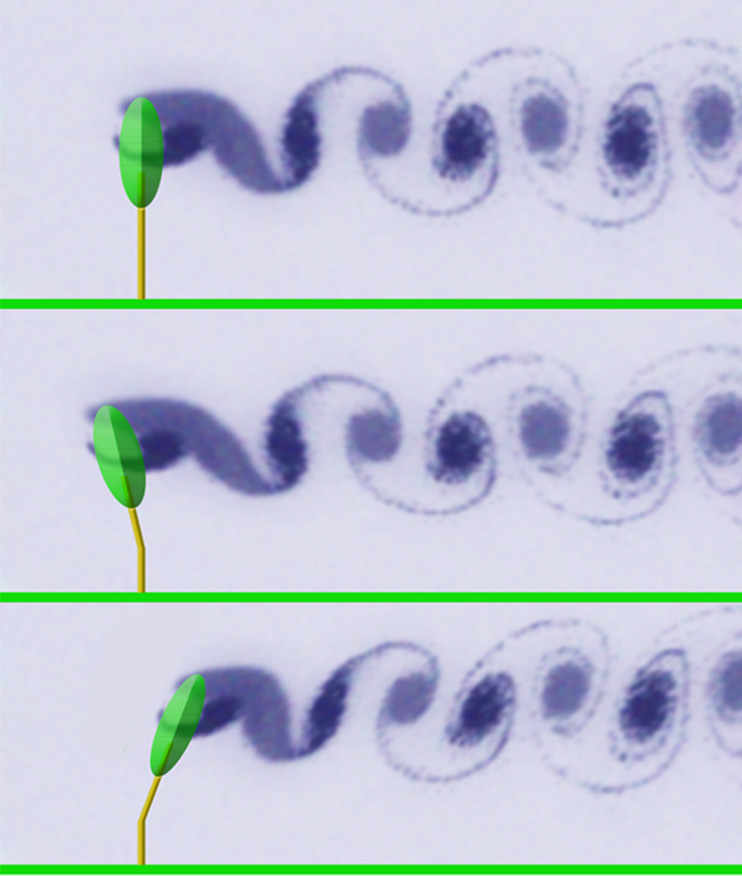
نمایی از یک‌نوع مدل‌سازی آشفتگی بسیارساده از تلاطم ایجادشده در پایین دست درخت توسط وزش باد منظم.

مدل‌سازی آشفتگی به جریان آشفته، ایجاد و استفاده از یک‌مدل برای پیش‌بینی اثرات آشفتگی، گفته می‌شود. یک جریان سیال آشفته دارای ویژگی‌های بسیاری در مقیاس طول‌های مختلف است که همگی با یکدیگر ارتباط دارند. روش معمول متوسط‌گیری از معادلات حاکم بر جریان است، تا ویژگی‌های جریان متمرکز بر مقیاس بزرگ و در حالت بدون نوسان باشند. با این حال، اثرات مقیاس‌های کوچک و بخش‌های نوسانی جریان باید مدل‌سازی شوند.

## تشکیل معادلات بسته
معادلات ناویر- استوکس حاکم بر سرعت و فشار یک جریان سیال هستند. در جریان آشفته، هر یک از این کمیت‌ها به دو بخش متوسط و بخش نوسانی تجزیه می‌شوند. با میانگین‌گیری از معادلات ناویر- استوکس، معادلات ناویر- استوکس میانگین‌گیری‌شده رینولدز  (RANS) که بر متوسط جریان حاکم است حاصل می‌شوند. با این حال غیرخطی بودن معادلات ناویر–استوکس بدان معنی است که نوسانات سرعت هنوز هم در معادلات RANS دیده می‌شوند که در واقع عبارت غیرخطی است که بیانگر شتاب همرفتی (شتاب جابجایی) جریان آشفته است. این جمله به صورت تنش رینولدز است. که اثر آن بر متوسط جریان شبیه ترم تنش است مانند فشار، ویسکوزیته.
برای دست آوردن معادلات شامل سرعت متوسط و فشار ما نیاز به بستن معادلات RANS توسط مدل‌سازی تنش رینولدز به عنوان تابعی از متوسط جریان و حذف نوسانات سرعت داریم. این روند بستن مسئله (بستن معادلات) است.